# 이마트라

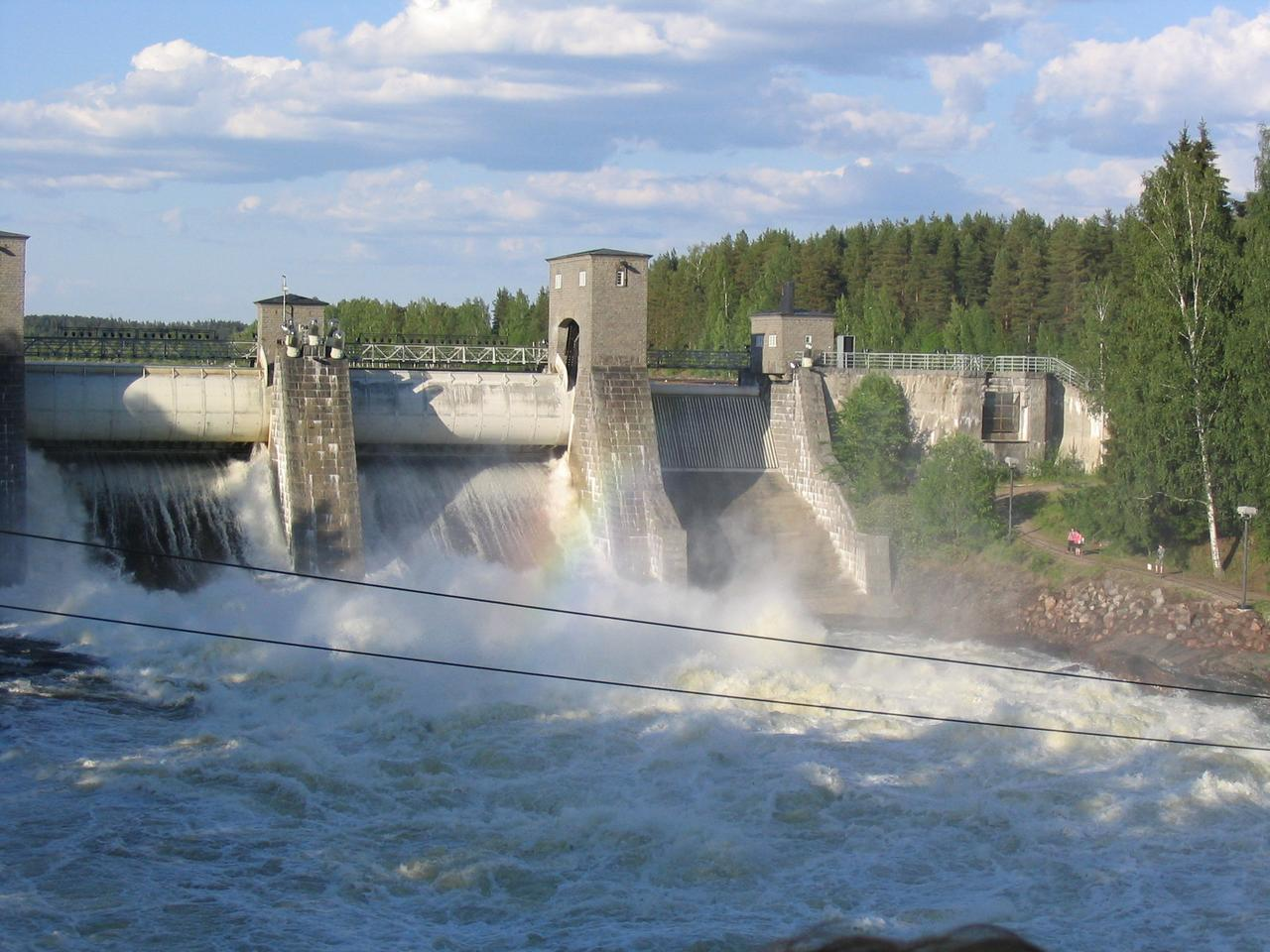
이마트라에 있는 댐

이마트라의 위치

이마트라(핀란드어: Imatra)는 핀란드 동부 남카리알라 지역에 위치한 도시로, 면적은 191.28km2, 인구는 28,447명(2012년 기준), 인구 밀도는 183.54명/km2이며 핀란드-러시아 국경 지대에 위치한다.
1948년 러시아 국경 인근에 있던 3개 공업 지대를 중심으로 설립되었으며 지난 50년 동안 사이마호, 부오크시 강과 접한 현대적인 공업 도시로 성장했다. 1971년 자치체로 승격되었으며 상트페테르부르크에서 210km, 헬싱키에서 230km, 라펜란타에서 37km 정도 떨어진 곳에 위치한다.

시 문장